# .223 Remington
.223 Remington (позначається як 223 Remington SAAMI і 223 Rem CIP) — гвинтівковий патрон без фланця з вузьким горлечком. Розроблений у 1957 році компаніями Remington Arms і Fairchild Aircraft для Командування сил армії США у рамках проекту зі створення малокаліберної високошвидкісної вогнепальної зброї. .223 Remington є одним із найпопулярніших патронів широкого вжитку, який наразі використовується в широкому діапазоні напівавтоматичних і ручних гвинтівок, а також пістолетів. Вважається цивільною версією штатного армійського набою 5,56×45 мм НАТО.
Хоча патрони дуже подібні (зовнішніх відмінностей неозброєним оком практично не видно), насправді вони не ідентичні. 223 має тоншу гільзу та витримує менший тиск, ніж військовий. Також є деякі відмінності у розмірах. Загалом з військової зброї, призначеної під штатний армійський набій 5,56×45 можна безпечно стріляти і .223rem, але тоді зброя матиме меншу купчастість. З цивільної зброї призначеної лише для .223 не рекомендується стріляти військовими набоями, оскільки це може становити небезпеку.
Варто зазначити, що велика кількість зразків зброї, що офіційно помічена калібром .223 Remington, насправді має патронник під 5,56×45 мм. Це в основному стосується зразків з перероблених армійських екземплярів, зокрема цивільних версій різних армійських гвинтівок на кшталт AR-15 та інших.
Для кучної стрільби як набоями .223 Remington так і набоями 5,56×45 було також розроблено гібридну камору .223 Wylde, якою оснащена велика кількість сучасних гвинтівок, зокрема типу AR-15. Гвинтівки, які можуть стріляти обома видами набоїв зазвичай позначають, як .223-5,56.

## Розміри картриджа
.223 Remington має ємність гільзи 28,8 гран H2O (1,87 мл).
Максимальні розміри картриджа CIP .223 Remington. Усі розміри в міліметрах (мм).
Американці визначають кут плеча як alpha/2 = 23 градуси. Загальний коефіцієнт скручування нарізів для цього патрона становить 305 мм, 6 канавок, Ø поля = 5,56 міліметрів, Ø канавок = 5,59 міліметрів, ширина ділянки = 1,88 міліметри, а тип капсуля — малогабаритний.
Відповідно до офіційних рішень CIP, .223 Remington може витримати до 430,00 МПа (62 366 psi) Pмакс п'єзотиску. У країнах, де CIP регулюється, кожна комбінація гвинтівкових патронів має бути перевірена при 125% максимального тиску, щоб отримати сертифікат для продажу споживачам. Це означає, що зброї калібру .223 Remington у країнах, де регулюється CIP, наразі (2016) перевірено на 537,50 МПа (77 958 psi) PE п'єзотиску. Це відповідає вимогам НАТО щодо максимального робочого тиску для картриджа 5,56×45 мм НАТО.
Межа тиску SAAMI для .223 Remington встановлена на 379,212 МПа (55 000 psi), п’єзотиску. У 1964 році Remington надала специфікації .223 Remington інституту SAAMI.

## .223 Remington проти 5,56×45 мм НАТО
У 1980 році, .223 Remington був перетворений на новий патрон і отримав позначення 5,56×45 мм НАТО (SS109 або M855).

### Розміри
Специфікації зовнішніх розмірів латунних гільз .223 Remington і НАТО 5,56×45 мм майже ідентичні але відрізняються: набої .223 і 5.56 мають різні розміри та фізичні характеристики, що призводить до різної балістики та продуктивності.
Набій .223 зазвичай легший і має менший діаметр за набій 5,56, що призводить до меншого відбою та меншої ефективної дальності.
Гільзи, зазвичай, мають подібну ємність (спостерігалося, що ємності гільз відрізняються на 2,6 гран (0,17 мл)), хоча профіль плеча та довжина шийки не однакові, а гільзи 5,56×45 мм НАТО, зазвичай, трохи товщі, аби витримувати вищий тиск.
Під час заряджання вручну варто стежити за ознаками тиску, оскільки гільзи 5,56×45 мм НАТО можуть створювати більш високий тиск з тим самим типом пороху та куль, ніж гільзи .223 Remington. Sierra надає окремі секції заряджання для .223 Remington і 5,56×45 мм НАТО, а також рекомендує різні заряджання для затворних гвинтівок порівняно з напівавтоматичними гвинтівками.

### Нарізування
Sturm, Ruger & Co. AR-556 має нарізи 1:8. Їхні гвинтівки Mini-14 мають скорострільність 1:9. Американська болтова гвинтівка Ruger також виконана у варіанті 1:8. Smith and Wesson у своїх M&P15 також використовують 1:9.

### Тиск
У 1964 році компанія Remington подала в SAAMI специфікації для патрона .223 Remington. Початковий тиск для .223 Remington становив 52 000 фунтів на квадратний дюйм з використанням бездимного пороху DuPont IMR Powder. Поточний тиск 55 000 psi (379 МПа) став результатом переходу з IMR на порох Olin Ball. Офіційна назва .223 Remington в армії США — патрон 5,56x45 мм, M193. Якщо патрон 5,56×45 мм НАТО завантажено в патронник, призначений для використання .223 Remington, куля буде контактувати з нарізами, а конус форсування буде дуже щільним. Це створює значно вищий тиск, ніж для камер .223 Remington. НАТО обрала 178-мм (1 на 7) ступінь кручення нарізів для патрона НАТО 5,56×45 мм. Кульовий патрон НАТО SS109/M855 5,56×45 мм вимагає 228 мм швидкість (1 на 9), а для адекватної стабілізації довшого трасуючого снаряда НАТО L110/M856 5,56×45 мм потрібні 178 мм (1 на 7).

### Камера
Патрони .223 Remington і 5,56×45 мм НАТО не однакові. Хоча патрони ідентичні, за винятком порохового навантаження, ваги кулі та тиску в патроннику, значна різниця полягає в стволі рушниці, а не в патроні. Патронники 5,56×45 мм НАТО мають більші розміри в певних критичних областях. Оскільки камери відрізняються відповідно, вимірювачі простору, що використовуються для двох камер також відрізняються.
За спостереженнями, боєприпаси НАТО калібру 5,56×45 мм не такі точні, як .223 Remington у багатьох існуючих гвинтівках типу AR, навіть із тією самою вагою кулі. Специфікація патронника .223 Wylde, розроблена Біллом Уайлдом, вирішує цю проблему шляхом використання зовнішніх розмірів і кута випередження, як у військового патрона НАТО 5,56×45 мм, і діаметра вільного ствола 0,224 дюйма, як у цивільного патрона SAAMI .223 Remington. Він був розроблений для підвищення точності боєприпасів калібру 5,56×45 мм НАТО до .223 Remington. Інші компанії також мають конструкції камери, які підвищують точність 5,56×45 мм НАТО.

### Порівняльна таблиця
У таблиці наведено деякі приблизні значення тиску, засновані на звичайній практиці перевірки та на відомих підвищеннях тиску, викликаних відступом кулі (що є подібним явищем щодо тиску). Випробувальний тиск M197 рівний 70 000 псі.
У наступній таблиці показано відмінності в номенклатурі, нарізах, горловині, а також нормальному, максимальному та безпечному тиску:
| Картридж        | Позначення США | Позначення НАТО | Куля             | Нарізування | Горловина | Тиск у камері НАТО         | Тист в 223 камері СААМІ    | Витримано тиск  |
| --------------- | -------------- | --------------- | ---------------- | ----------- | --------- | -------------------------- | -------------------------- | --------------- |
| .223 Remington  | 223 Rem        |                 | 55 гр FMJ        | 1:14        | туга      | 52,000 psi (0 МПа)         | 52,000 psi (0 МПа)         | Так             |
| .223 Remington  | M193           | 5,56×45 мм      | 55 гр FMJ        | 1:12        | туга      | 55,000 psi (0 МПа)         | 55,000 psi (0 МПа)         | Так             |
| .223 Remington  | М196           | 5,56×45 мм      | 54 гр Трейсер    | 1:12        | туга      | 55,000 psi (0 МПа)         | 55,000 psi (0 МПа)         | Так             |
| .223 Remington  | M197           |                 | C10524197-56-2   | 1:12        | туга      | 70,000 psi (0 МПа)         | 70,000 psi (0 МПа)         | Тільки один раз |
| 5,56×45 мм НАТО | M855           | SS109           | 62 гр            | 1:7         | довга     | 62 366 psi (430 МПа) EPVAT | понад 70,000 psi (0 МПа)   | Ні              |
| 5,56×45 мм НАТО | M856           | L110            | 77 гр Трейсер    | 1:7         | довга     | 62 366 psi (430 МПа) EPVAT | понад 70,000 psi (0 МПа)   | Ні              |
| 5,56×45 мм НАТО | M857           | SS111           | Карбід вольфраму | 1:7         | довга     | 62 366 psi (430 МПа) EPVAT | понад 70,000 psi (0 МПа)   | Ні              |
| 5,56×45 мм НАТО | доказ          | доказ           | невідома         | 1:7         | довга     | 77,958 psi (1 МПа) EPVAT   | близько 82,250 psi (1 МПа) | Ні              |

Крім протоколів випробування тиском НАТО EPVAT, інші використовувані методи вимірювання максимального тиску або методології для кореляції цієї таблиці залишаються невідомими.

## Вплив довжини ствола на швидкість
Довжина ствола допомагає визначити дулову швидкість конкретного патрона. Довший ствол зазвичай дає більшу початкову швидкість, тоді як коротший ствол дає меншу. Перші гвинтівки AR-15 використовували довжину ствола 20 дюймів. У випадку .223 Remington (M193), боєприпаси втрачають або збільшують посилення приблизно 25,7 фут/сек на кожен дюйм довжини ствола, а 5,56×45 мм НАТО (M855) втрачає або отримує 30,3 фут/сек на дюйм довжини ствола.